# Znaczek harcerski

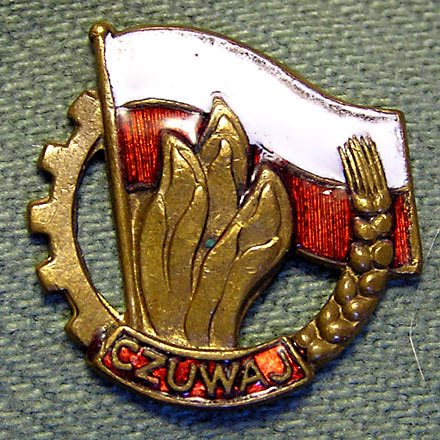
Znaczek harcerski (tzw. czuwajka)

Znaczek harcerski (z uwagi na napis na odznace nazywany również czuwajką) – odznaka członkowska Organizacji Harcerskiej Związku Młodzieży Polskiej - organizacji pseudoharcerskiej, działającej w latach 1950-1956 po bezprawnej likwidacji przez władze komunistyczne struktur Związku Harcerstwa Polskiego. Następnie w 1956 przez krótki okres odznaka Organizacji Harcerskiej Polski Ludowej.

## Opis
Znaczek był wzorowany na odznace Związku Młodzieży Polskiej. Podobnie jak odznaka ZMP, przedstawiał biało-czerwony sztandar oraz trójdzielny płomień, otoczone fragmentem koła zębatego i kłosem  (symbol płomienia znajdował się także w odznakach większości organizacji pionierskich krajów socjalistycznych). Podstawę znaczka stanowił napis CZUWAJ na czerwonym tle. Znaczek wykonany był z metalu w kolorze złotym. Flaga i tło napisu były emaliowane.

## Sposób noszenia
Znaczek noszony był na koszuli organizacyjnej, na piersi, o dłoń poniżej lewego ramienia. 